# House of Heroes
House of Heroes est un groupe de rock alternatif américain, originaire de Colombus, dans l'Ohio.
Formé en 1996, le groupe compte au total six albums : What You Want Is Now (2003), House of Heroes (2005), The End Is Not the End (2008), Suburba (2010), Cold Hard Want (2012), et Colors (2016). Le groupe publiera aussi un album, Ten Months (2001) sous le nom de No Tagbacks, plus orienté punk que les albums de House of Heroes.

## Biographie

### Origines et débuts (1996–2004)
Le groupe est formé en 1996 à la Hilliard Davidson High School (Hilliard, dans l'Ohio), originellement sous le nom de Plan B et orienté punk rock, avec Tim Skipper, A.J. Babcock, et Nate Rothacker à la batterie. En 1998, Colin Rigsby remplace Nate Rothacker à la batterie, et le groupe change de nom pour No Tagbacks, puis plus tard pour House of Heroes (changeant de style musical par la même occasion). Le groupe enregistre quelques démos aux studio de Chris Lundquist, LundquistAudio (ex-Lunkhead Studio). En 2003, ils publient leur premier album, What You Want Is Now, sous le nom de House of Heroes.

### Premiers albums (2005–2008)
Leur premier album est publié chez Gotee Records sous le titre éponyme de House of Heroes, le 26 avril 2005. Cette même année, le groupe tourne avec des groupes comme Relient K, Rufio, et MxPx. Jared Rigsby remplace A.J. Babcock comme bassiste live en décembre 2005 ; à cette période, Babcock se mariera et se consacrera à un projet parallèle avec son épouse, appelé FlowerDagger. Babcock devient finalement bassiste live et Jared Rigsby devient le second guitariste officiel.
Say No More, une réédition de leur premier album, est publiée le 2 mai 2006. Elle comprend deux chansons bonus : The Invisible Hook et You Are the Judas of the Cheerleading Squad. En 2008, avant la sortie de leur nouvel album, le groupe lance FreeHOH.com, un site web qui comprend In the Valley of the Dying Sun, Sooner or Later, et By Your Side en téléchargement payant. The End Is Not the End est ensuite publie le 23 septembre 2008. En 2009, Babcock arête une deuxième fois les tournées, et Eric Newcomer devient le bassiste live. Babcock rejoint encore une fois le groupe en 2012, et Newcomer  devient leur second guitariste officiel, impliqué dans l'écriture de Cold Hard Want. La chanson In the Valley of the Dying Sun de l'album The End Is Not the End figure dans la compilation Another Way to Fight, parue en 2008.
House of Heroes Meets The Beatles, un EP trois titres, en hommage à l'album Meet the Beatles! des Beatles, est publié le 9 juin 2009, et comprend Can't Buy Me Love, It Won't Be Long et Ob-La-Di, Ob-La-Da. La couverture de l'EP numérique s'inspire de la chanson A Hard Day's Night, des Beatles. Le 10 novembre 2009, House of Heroes publie un autre EP trois titres, spécial Noël, qui comprend les chansons All I Want for Christmas Is You, Silent Night, et O come, O come, Emmanuel.

### SuburbaetCold Hard Want(2010–2014)
Le groupe entre au Dark Horse Recording Studio le 1er février 2010 pour enregistrer leur quatrième album. L'album est intitulée Suburba, et publié le 3 août 2010 chez Gotee Records. Le premier single extrait de l'album s'intitule Elevator et est diffusé sur RadioU. Ils publieront aussi la chanson God Save the Foolish Kings sur YouTube. Un deuxième single, Constant, sera joué sur Air 1. En mars 2010, Colin Rigsby est remplacé par Josh Dun (des Twenty One Pilots) à la batterie après le départ de Rigsby qui souhaitera passer plus de temps avec sa famille. En octobre 2010, Rigsby revient à la batterie. Ils jouent avec tobyMac et Brandon Heath en janvier et février 2011 à la tournée Winter Wonder Slam.
House of Heroes entre aux Smoakstack Studios le 12 décembre 2011 pour enregistrer un cinquième album, Cold Hard Want. Aux côtés du producteur Paul Moak, l'album est terminé en février 2012. Alors que leur contrat avec Gotee Records arrive à terme, House of Heroes publie The Knock Down Drag Outs, qui est une compilation de leurs précédentes chansons. Les faces B incluent House of Heroes Meet the Beatles et The Acoustic End EP.
En mars 2014, House of Heroes publie six titres de leur futur EP. Le 18 juillet 2014, le groupe annonce formellement l'EP, intitulé Smoke.

### Colors(depuis 2016)
Le 1er juin 2016, ils publient leur sixième album, Colors. Il est le premier album-concept, basé sur trois personnages.

## Membres

### Membres actuels
- Tim Skipper – chant, guitare (depuis 1998)
- Colin Rigsby – batterie, chœurs (depuis 1998)
- AJ Babcock – basse, chœurs (depuis 1998)
- Eric Newcomer – basse, guitare, chœurs (2009–2011 comme bassiste live, depuis 2012 comme guitariste)

### Ancien membre
- Jared Rigsby – basse, guitare, chœurs (2005–2011)

### Anciens membres de tournée
- Josh Dun – batterie, chœurs (2010)
- Matt Lott – basse (2012–2014)

## Discographie

### Albums studio
- 2003 : What You Want Is Now
- 2005 : House of Heroes
- 2008 : The End Is Not the End
- 2010 : Suburba
- 2012 : Cold Hard Want
- 2016 : Colors

### Autres
- 2001 : Ten Months (sous No Tagbacks)
- 2006 : Say No More
- 2009 : The Acoustic End EP
- 2009 : House of Heroes Meets The Beatles EP
- 2009 : The Christmas Classics EP
- 2010 : The B-Sides
- 2013 : The Knock Down Drag Outs
- 2014 : Smoke